# KLF7
KLF7‏ (Kruppel like factor 7) هوَ بروتين يُشَفر بواسطة جين KLF7 في الإنسان.